# Springfield, Illinois
Springfield este un oraș din statul Illinois din Statele Unite ale Americii. Springfield este simultan capitala statului Illinois, unul din cele 27 de districte civile ale comitatului și sediul comitatului Salgamon, în care se găsește.

## Personalități născute aici
- Mickey Cottrell (1944 - 2024), publicist, actor.